# Apocephalus striativentris
Apocephalus striativentris är en tvåvingeart som beskrevs av Brown 2000. Apocephalus striativentris ingår i släktet Apocephalus och familjen puckelflugor. Inga underarter finns listade i Catalogue of Life.